# 科尔西尼滨河路
43°46′11.30″N 11°15′0.12″E / 43.7698056°N 11.2500333°E
科尔西尼滨河路（Lungarno Corsini）是意大利佛罗伦萨的一条优雅的滨河路，位于阿诺河北岸，从天主圣三桥到卡瑞拉桥（Ponte alla Carraia），周围有许多重要的建筑，包括詹菲利阿齐宫（Palazzi Gianfigliazzi）、皮乔利宫（Palazzo Piccioli）、华丽的科尔西尼帕廖内宫（Palazzo Corsini al Parione）和英国领事馆。